# مرغ باران

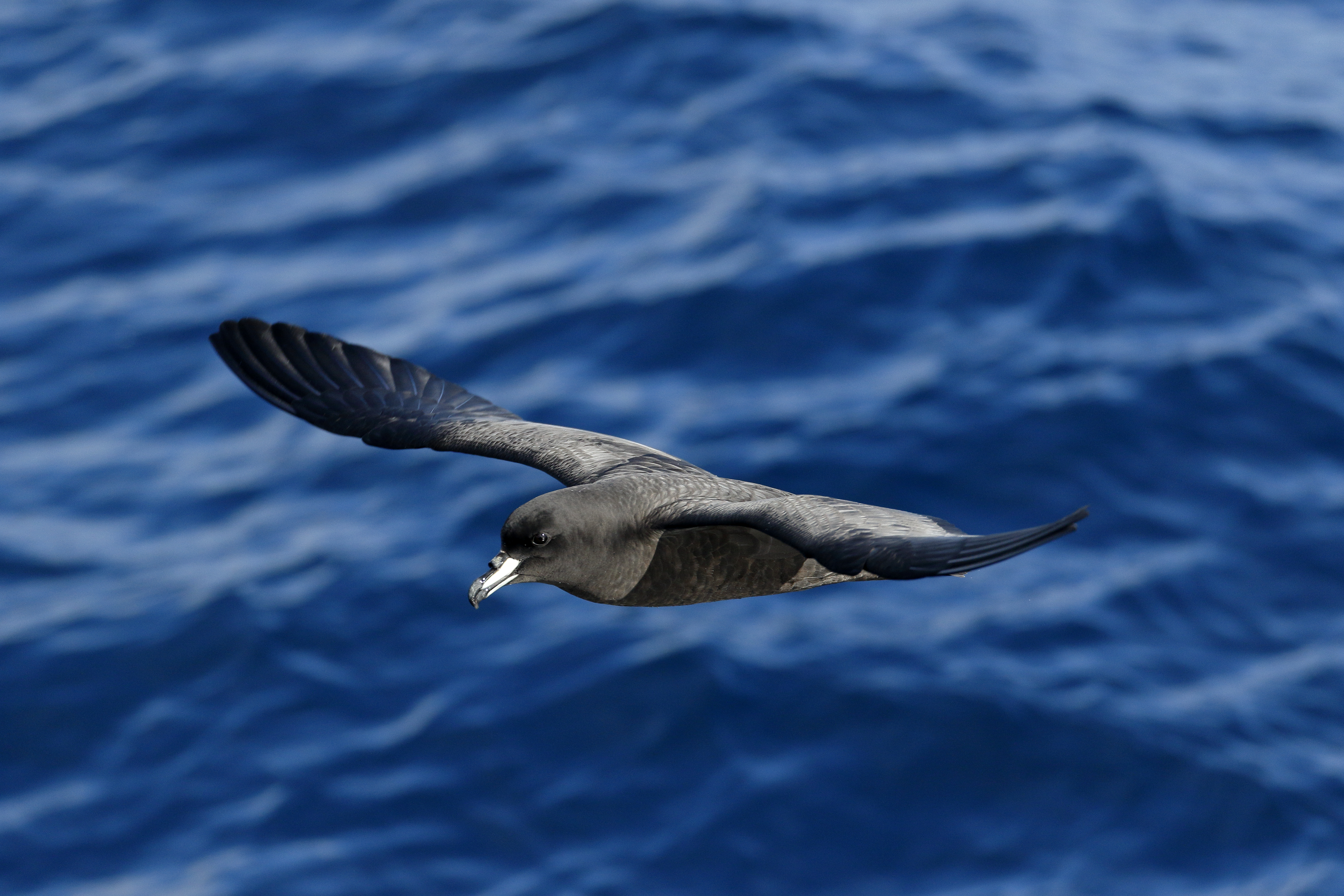
یک مرغ باران وستلند

مرغ باران (به انگلیسی: Petrel) گروهی از پرندگان دریایی دماغه‌ای از راسته پرندگان کبوتردریایی‌سانان هستند.

## ویژگی‌ها
این نام رایج نشان‌دهنده رابطه فراتر از آن نقطه نیست، زیرا «مرغ باران» در سه خانواده از چهار خانواده آن گروه (همه به جز خانواده آلباتروس، Diomedeidae) وجود دارد. Procellariiformes با داشتن پیشینهٔ فسیلی که حداقل به ۶۰ میلیون سال پیش برمی‌گردد، مدت‌ها به عنوان یکی از گروه‌های پرندگان قدیمی‌تر به‌جز غواص‌ها در نظر گرفته می‌شد که احتمالاً پیوندهای دوردستی با پنگوئن‌ها و بی‌تیغه‌ها دارند. با این حال، پژوهش‌های اخیر و یافته‌های فسیلی مانند مرغ وگا نشان می‌دهد که جایگاه ماکیان‌سانان (قرقاول‌ها، سیاه‌خروس‌ها و خویشاوندان)، و غازسانان (اردک‌ها، غازها) هنوز به‌طور کامل حل نشده‌است.
همه اعضای این راسته در پراکنش منحصراً لجه هستند - تنها برای تولیدمثل به سرزمین بازمی‌گردند.
خانواده کبوتردریاییان واگرایی اصلی مرغ‌های باران واقعی با اندازه متوسط است که با سوراخ‌های بینی یکی‌شده با سپتوم میانی و شاهپر اولیه دراز با کارکرد بیرونی مشخص می‌شود. در اقیانوس‌های منجمدجنوبی غالب است، اما در نیمکره شمالی چنین نیست.
این شامل تعدادی از گروه‌های مرغ باران است که روابط بین آنها نهایتاً تا حد رضایت حل شده‌است.
- مرغ‌های باران فولماری: هفت گونه از شکارچیان سطحی و تغذیه‌کننده‌های فیلتری، در عرض‌های جغرافیایی بالا تولیدمثل می‌کنند اما در طول جریان‌های خنک به سمت شمال مهاجرت می‌کنند. همه به جز فولماروس اساساً به جنوب محدود می‌شوند، ظاهراً فولماروس نیمکره شمالی را در طول میوسن اولیه کلنی‌سازی کرده‌است.
  - مرغ باران‌های بزرگ، جنس Macronectes، که با آلباتروس‌ها همگرا هستند
  - مرغ‌های باران بدبو (فولمارها) واقعی، جنس Fulmarus
  - مرغ باران جنوبگان
  - مرغ باران دماغه Daption capense
  - مرغ باران برفی Pagodroma nivea
- پریون‌ها: گروهی تخصصی از چند گونه بسیار متعدد، همه جنوبی. آنها شکل کوچک و فولمارمانندی دارند و عمدتاً از زئوپلانکتون‌ها تغذیه می‌کنند.
  - Pachyptila، پریون‌های مناسب
- پترل‌های پروسلاریین، گونه‌های بزرگ‌تر یا متوسطی که از ماهیان و نرم‌تنان تغذیه می‌کنند که تقریباً به پریون‌ها نزدیک هستند:
  - مرغ‌های باران نمادین
  - بولوریا
- کبوتردریایی‌ها: گونه‌های متعددی در چندین سرده با تعداد گونه‌های متوسط وجود دارد.
  - کبوتردریایی‌های بزرگ
  - کبوتردریایی‌های آب‌شکاف، که دو گروه نسبتاً متمایز از گونه‌های بزرگ‌تر و کوچک‌تر است
  - مرغ‌های باران تیره
  - مرغ باران کرگولن Lugensa brevirostris
- مرغ باران خرمگسی: اینها تعداد قابل‌توجهی از پترل‌های نوک‌کوتاه چابک در سردهٔ Pterodroma هستند که شامل مرغ باران برمودای در حال انقراض یا کاهو و تعداد قابل‌توجهی از شکل‌هایی هستند که در اثر فعالیت‌های انسانی منقرض شده‌اند.